# Maidenhead
Maidenhead város az Egyesült Királyságban, Dél-Angliában, Berkshire megyében. Lakossága 67 ezer fő volt 2011-ben.
A kisváros elsősorban természeti szépségeiről ismert, nyugodt és festői Temze-partjáról.

## Távolságok
- Marlow 5 mérföld (8 km)
- Slough 6 mérföld (10 km)
- Windsor 7 mérföld (11 km)
- Henley on Thames 8 mérföld (13 km)
- High Wycombe 9 mérföld (14 km)
- Reading 13 mérföld (21 km)

## Fordítás
- Ez a szócikk részben vagy egészben  a   Maidenhead című angol Wikipédia-szócikk fordításán alapul.  Az eredeti cikk szerkesztőit annak laptörténete sorolja fel. Ez a jelzés csupán a megfogalmazás eredetét és a szerzői jogokat jelzi, nem szolgál a cikkben szereplő információk forrásmegjelöléseként.